# الرأسمالية التكنولوجية
تشير الرأسمالية التقنية أو الرأسمالية التكنولوجية إلى التغيرات في الرأسمالية المرتبطة بظهور قطاعات التكنولوجيا الجديدة، وقوة الشركات، وأشكال جديدة من التنظيم. وتتميز الرأسمالية التكنولوجية بالإبداع المستمر، والمنافسة العالمية، ورقمنة المعلومات والاتصالات، والأهمية المتزايدة للشبكات والمنصات الرقمية.

## قوة الشركات والتنظيم
يجادل لويس سواريز فيلا، في كتابه الصادر عام 2009 بعنوان "الرأسمالية التقنية: نظرة نقدية على الابتكار التكنولوجي والرأسمالية الشركاتية"، بأن النسخة الجديدة من الرأسمالية هي التي تولد أشكالًا جديدة من تنظيم الشركات المصممة لاستغلال الأصول غير الملموسة مثل الإبداع والمعرفة الجديدة. إن المنظمات الجديدة، التي يشير إليها بالمنظمات التجريبية، ترتكز بعمق على الأبحاث التكنولوجية، على عكس التصنيع وإنتاج الخدمات. كما أنها تعتمد بشكل كبير على استيلاء الشركات على نتائج البحوث باعتبارها ملكية فكرية.
تم تطوير هذا النهج بشكل أكبر من قبل سواريز فيلا في كتابه الصادر عام 2012 بعنوان "العولمة والرأسمالية التقنية: الاقتصاد السياسي لقوة الشركات والهيمنة التكنولوجية"، حيث يربط بين ظهور الرأسمالية التكنولوجية والعولمة والقوة المتنامية للشركات الرأسمالية التكنولوجية. ومع الأخذ في الاعتبار علاقات القوة الجديدة التي أدخلتها الشركات التي تسيطر على الرأسمالية التكنولوجية، فهو ينظر في أشكال جديدة من التراكم التي تنطوي على الأصول غير الملموسة - مثل الإبداع والمعرفة الجديدة - إلى جانب الملكية الفكرية والبنية التحتية التكنولوجية. هذا المنظور للعولمة –وتأثير الرأسمالية التكنولوجية وشركاتها– يأخذ في الاعتبار أيضًا الأهمية العالمية المتزايدة للأصول غير الملموسة، والتفاوتات التي نشأت بين الدول في طليعة الرأسمالية التكنولوجية وتلك التي ليست كذلك، والأهمية المتزايدة لتدفقات الأدمغة بين الدول، وظهور ما يشير إليه بمجمع الشركات التقني العسكري الذي يحل بسرعة محل المجمع الصناعي العسكري القديم في النصف الثاني من القرن العشرين.
إن المفهوم الكامن وراء الرأسمالية التكنولوجية هو جزء من خط فكري يربط العلم والتكنولوجيا بتطور الرأسمالية. في جوهر فكرة تطور الرأسمالية، يكمن أن العلم والتكنولوجيا ليسا منفصلين عن المجتمع -أو أنهما موجودان في فراغ، أو في واقع منفصل خاص بهما- بعيدًا عن متناول العمل الاجتماعي والقرار البشري. إن العلم والتكنولوجيا جزء من المجتمع، وهما يخضعان لأولويات الرأسمالية مثل أي مسعى إنساني آخر، إن لم يكن أكثر من ذلك. افترض علماء بارزون في أوائل القرن العشرين، مثل جون برنال ، أن العلم له وظيفة اجتماعية، ولا يمكن النظر إليه على أنه شيء منفصل عن المجتمع. علماء آخرون في ذلك الوقت، مثل جون هالدين، ربطوا العلم بالفلسفة الاجتماعية، وأظهروا كيف أن الأساليب النقدية للتحليل الاجتماعي وثيقة الصلة بالعلم، وبفهمنا للحاجة إلى العلم. في عصرنا هذا، شجع هذا الخط من التفكير فلاسفة مثل أندرو فينبرغ على تبني وتطبيق منهج النظرية النقدية على التكنولوجيا والعلوم، مما يوفر العديد من الأفكار المهمة حول كيفية تشكيل القرارات العلمية والتكنولوجية -ونتائجها- من قبل المجتمع، ومن خلال الرأسمالية ومؤسساتها.
لقد استخدم أحد المؤلفين مصطلح الرأسمالية التقنية للإشارة إلى الجوانب والأفكار التي تختلف بشكل حاد عن تلك الموضحة أعلاه. استخدم دينيش ديسوزا، الذي كتب عن وادي السيليكون في مقال، هذا المصطلح لوصف بيئة الشركات وعلاقات رأس المال الاستثماري في الاقتصاد المحلي الموجه نحو التكنولوجيا العالية. كان منهجه في تناول الموضوع متوافقًا مع منهج المجلات التجارية وأدبيات إدارة الشركات. كما استخدمت بعض المقالات الصحفية هذا المصطلح أحيانًا وبمعنى عام جدًا للإشارة إلى أهمية التقنيات المتقدمة في الاقتصاد.

## أشكال الرأسمالية التكنولوجية
يمكن أن تتخذ الرأسمالية التقنية أشكالًا عديدة مثل التمويل القائم على الملكية الفكرية حيث تكون براءات الاختراع والملكية الفكرية المسجلة للتكنولوجيا الجديدة أداة لبناء الرأسمالية، والأسهم القائمة على الديون حيث يتم استخدام التكنولوجيا الجديدة والمبتكرة كمصلحة ضمانية لتأمين التمويل أو التأجير، و ICOs مثل رأس مال Blockchain.